# 非核苷酸反转录酶抑制剂
非核苷类逆转录酶抑制剂(NNRTIs)是含多元环状结构的杂环化合物，结构各不相同，可结合在逆转录酶活性位点附近的疏水区而引起其催化部位的结构破坏，属于非竞争性抑制作用，目前美国FDA已经批准上市了3种药物（NVP、DLV、EFV）。
NNRTIs將其自身粘附于逆轉錄酶上，並阻止其將RNA轉化成DNA。因此HIV病毒就不能把基因材料組裝成爲完整的病毒，從而阻止新病毒的形成。